# Steganografia
Steganografia (gr. στεγανός, steganos „ukryty, chroniony” i γράφειν, graphein „pisać”) – nauka o komunikacji w taki sposób, by obecność komunikatu nie mogła zostać wykryta. W odróżnieniu od kryptografii (gdzie obecność komunikatu nie jest negowana, natomiast jego treść jest niejawna) steganografia próbuje ukryć fakt prowadzenia komunikacji. Techniki steganograficzne stosowane są także do znakowania danych cyfrowych.
Pierwsze zapisane użycie tego słowa pochodzi z roku 1499 w książce „Steganographia” autorstwa Jana Tritemiusa.

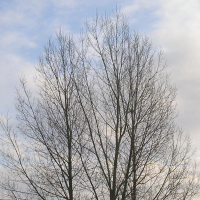
Zdjęcie, w którym na 2 najmniej znaczących bitach obrazu ukryto zdjęcie kota przedstawionego na dole

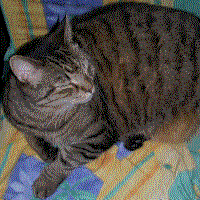
Zdjęcie kota ukryte za pomocą steganografii w zdjęciu drzewa

## Historia
Pierwsze wzmianki o użyciu technik steganograficznych można odnaleźć u Herodota w V wieku p.n.e. Opisuje on przesłanie przez Demaratosa informacji o zamierzonym najeździe perskim na tabliczce do pisania (drewnianej desce pokrytej woskiem) zapisanej nie w sposób tradycyjny, poprzez wykonanie liter w wosku, lecz umieszczenie przekazu bezpośrednio na desce. Zapisana tym sposobem deska po pokryciu jej woskiem nie wzbudzała podejrzeń (Dzieje VII, 239). Opisuje też inny sposób tajnego przekazu informacji: tyran Histiajos przetrzymywany przez króla perskiego Dariusza postanowił przesłać informację do swego zięcia Arystagorasa z Miletu, tak aby mogła się ona przedostać mimo pilnujących go strażników. Aby tego dokonać na wygolonej głowie swego niewolnika wytatuował przesłanie. Kiedy niewolnikowi odrosły włosy posłał go z oficjalnym, mało istotnym listem (Dzieje V, 35).
W starożytnym Egipcie i Chinach powszechnie stosowano atrament sympatyczny.
W czasie II wojny światowej Niemcy wynaleźli i stosowali technologię mikrokropek, czyli zdjęć o wysokiej rozdzielczości pomniejszonych do wielkości kropki wklejanej do tekstu maszynopisu. Formą steganografii jest tajnopis. 
Steganografia jest wykorzystywana przez nowoczesnych szpiegów i hakerów. 

## Klasyfikacja systemów steganograficznych[4]
- steganografia czysta (ang. pure steganography) – siła techniki opiera się na nieznajomości metody przez stronę atakującą. Systemy te nie spełniają zasady Kerckhoffsa, dlatego nie są polecane.
- steganografia z kluczem prywatnym (private key steganography) – metoda jest jawna i powszechnie dostępna, przed rozpoczęciem komunikacji strony uwzględniają klucz steganograficzny wykorzystywany w sposób zależny od metody, istnieje jednak problem przekazania klucza w bezpieczny sposób.
- steganografia z kluczem publicznym (public key steganography) – W tym podejściu nadawca najpierw szyfruje tajną wiadomość za pomocą klucza publicznego odbiorcy. Zaszyfrowana wiadomość jest następnie ukrywana w cyfrowym pliku multimedialnym, takim jak obraz lub plik audio, w sposób niewykrywalny gołym okiem. Gdy odbiorca otrzyma plik, może użyć swojego klucza prywatnego do odszyfrowania ukrytej wiadomości. Steganografia klucza publicznego oferuje dodatkową warstwę bezpieczeństwa w porównaniu do tradycyjnej steganografii, ponieważ gwarantuje, że tylko zamierzony odbiorca ma dostęp do ukrytej wiadomości.

## Metoda modyfikacji najmniej znaczącego bitu[5]
Modyfikacja najmniej znaczącego bitu jest klasycznym przedstawicielem metod zastępujących. Wykorzystuje nadmiarowość w nośnej. Ostatni bit (np. wartości składowych piksela) zastępowany jest bitem (lub bitami) z wiadomości. Metoda ta daje się zastosować dla plików grafiki rastrowej oraz cyfrowo zapisanego dźwięku. Większość komercyjnego oprogramowania korzysta właśnie z niej. Przy wykorzystaniu tej metody bardzo łatwo jest wykryć obecność komunikatu. Proste jest także zniszczenie zapisanego komunikatu (wystarczy np. wyzerować najmniej znaczące bity, lub zastąpić je wartościami (pseudo)losowymi).

## Steganoanaliza
Nauką, która zajmuje się atakami na ukrywaną informację, jest steganoanaliza. Rozróżniamy:
- steganoanalizę pasywną, której celem jest samo wykrycie istnienia kanału steganograficznego;
- steganoanalizę aktywną, która stara się zniszczyć zawartą tam informację.